# كريس إسترايدج
كريس إسترايدج (بالإنجليزية: Chris Estridge)‏ (21 سبتمبر 1989 في الولايات المتحدة - ) هو لاعب كرة قدم أمريكي في مركز الدفاع. لعب مع ريال سالت ليك ونادي شمال كارولاينا وRochester Rhinos ‏ وتشارلوت إندبنتنس وNorth Carolina Fusion U23 ‏ وإندي إليفن وChicago Fire U-23 ‏.

## روابط خارجية
- كريس إسترايدج على موقع الدوري الأمريكي (الإنجليزية)
- كريس إسترايدج على موقع قاعدة بيانات كرة القدم.إي يو (الإنجليزية)